# 德朗斯河 (沃州)
46°07′32″N 7°03′57″E / 46.12548°N 7.06595°E

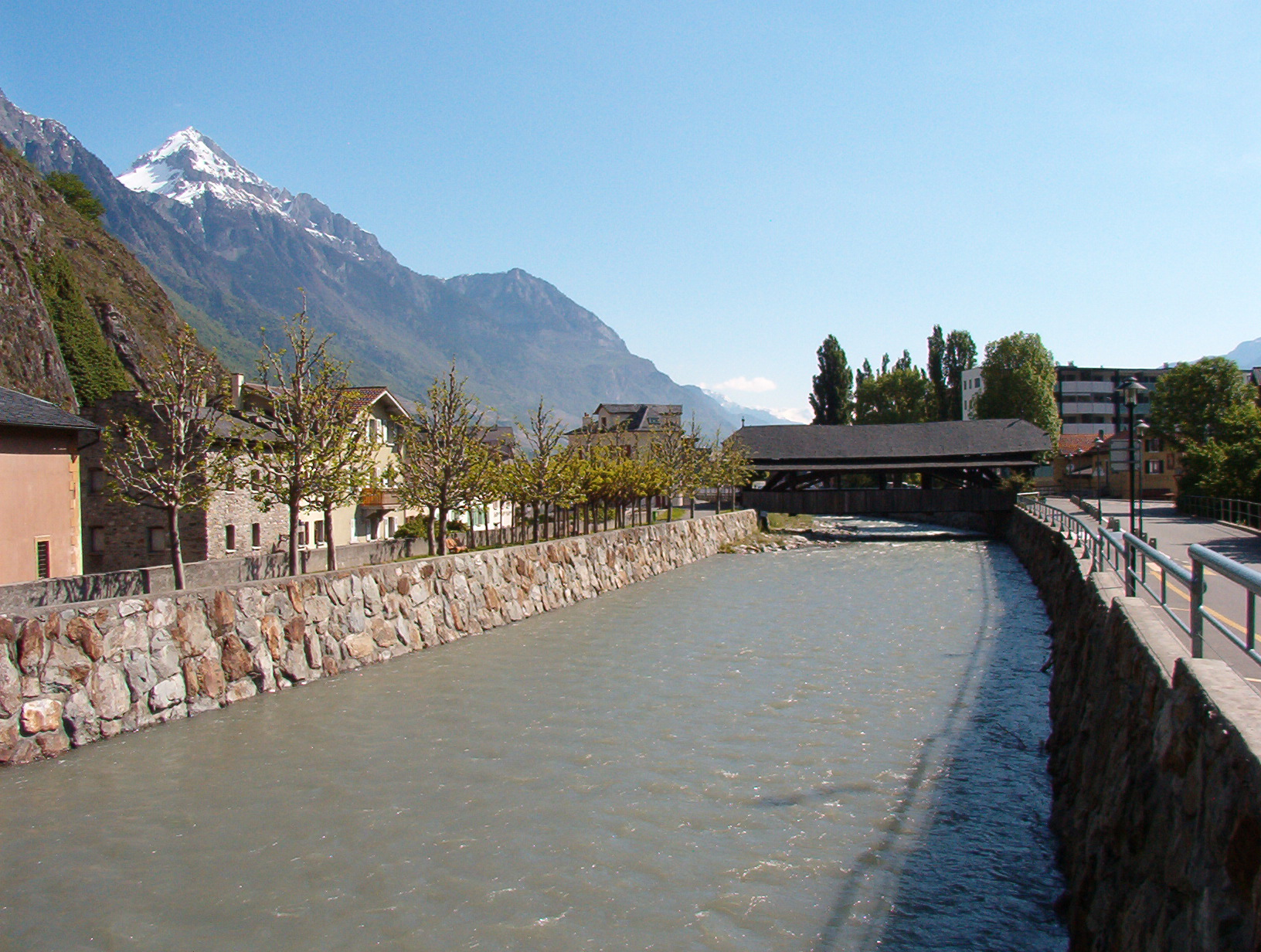

德朗斯河（法語：Drance，亦作，法語發音：[dʁɑ̃s]）是瑞士的河流，位於該國西南部，流經瓦萊州，屬於罗讷河的支流，河道全長45公里，流域面積676平方公里，發源自桑布朗謝，河口處在馬蒂尼附近。